# Plantage San Juan

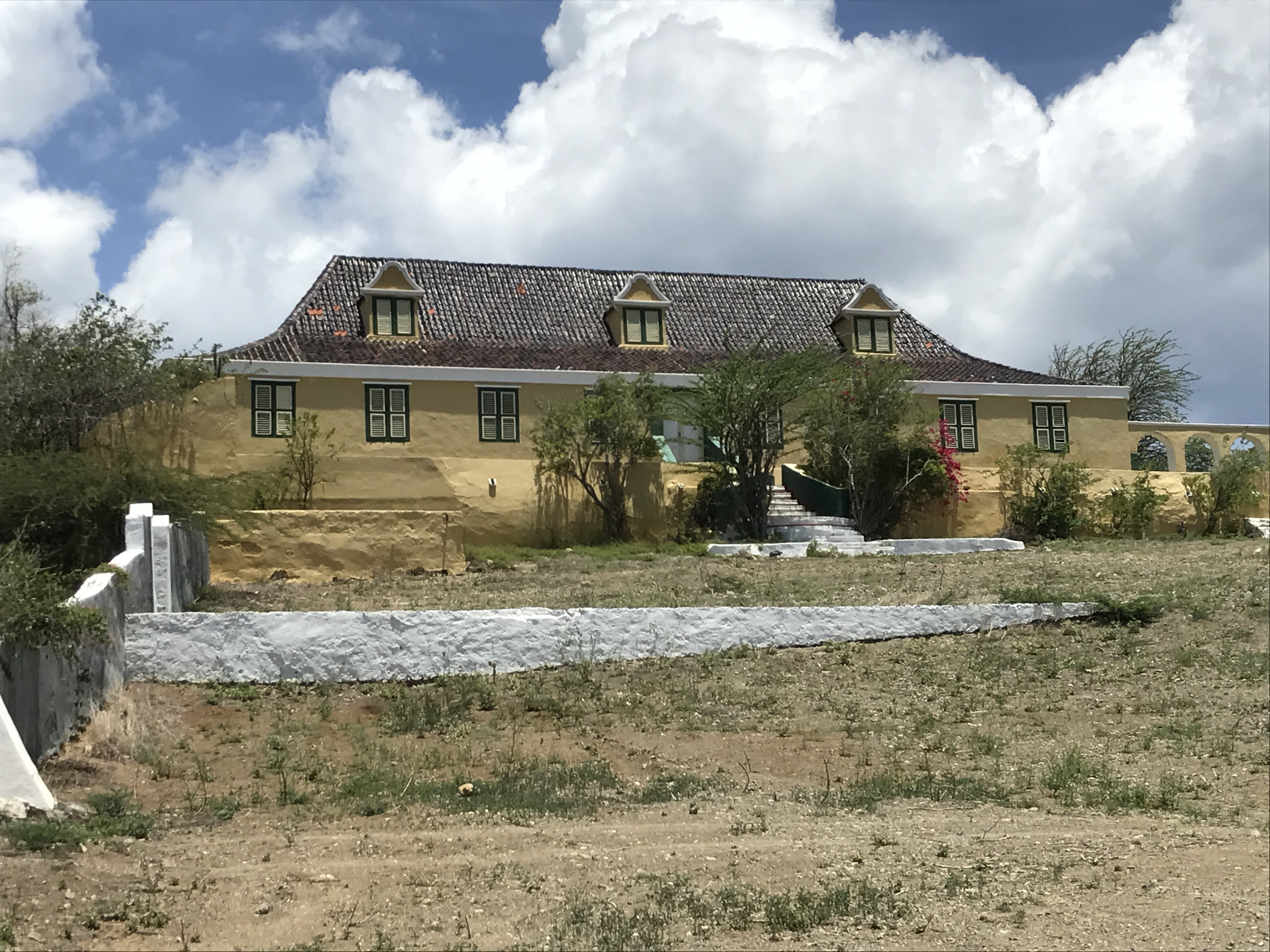
Landhuis San Juan

Plantage San Juan is een voormalige plantage nabij het dorp Pannekoek in het westelijke deel van Curaçao en een van de oudste op het eiland. Het was een provisieplantage die meerdere gewassen teelde.
Het is sinds het begin van de negentiende eeuw in bezit van de familie Schotborgh. Doordat het al lange tijd in familiebezit is en het een onverdeelde boedel betreft, is San Juan een van de meest authentieke plantages van Curaçao. Omdat het is aangewezen als conserveringsgebied, zijn moderne ontwikkelingen op het grondgebied niet mogelijk.
Het landhuis ligt op een heuvel op een rechthoekig perceel met een oprijlaan.

## Geschiedenis
Het gebied rondom de plantage was vóór de komst van Europeanen al bewoond door de inheemse Caquetío. In 1634 werd hier door Spanje de overgave getekend, waarna Curaçao officieel in Nederlandse handen was.
De plantage is vóór 1662 gesticht door onderdirecteur van de WIC, Matthias Beck. Hij stichtte naast San Juan ook de plantages Savonet, Klein Sint Joris en Santa Barbara. San Juan, destijds nog Sint-Jan, werd door Beck in zestien percelen opgedeeld. Deze percelen zijn later verkocht aan Paulus en George Timmermans, die respectievelijk twee derde en een derde bezaten. Paulus' weduwe, die na zijn overlijden twee derde van San Juan in bezit had, verkocht haar deel in 1688 weer aan haar broer, Apero van der Hoeven, voormalig gouverneur van de Nederlandse Antillen en destijds commissaris van de slavenhandel op het eiland. In 1712 verkochten zowel Judith als de eigenaren van het andere deel hun stuk van de plantage. De koper, Elias Parera, was echter een tussenpersoon die voor Judith werkte. Met deze ver- en aankoop was San Juan nu van één eigenaar. In totaal is San Juan tussen 1688 en 1830 maar liefst acht keer van eigenaar gewisseld. Het is vanaf 1806 in bezit van de familie Schotborgh. In 1941 werd een stuk grond verkocht aan dokter P.H. Maal. Hij legde dammen aan om de waterhuishouding te regelen en bedreef er landbouw.
Plantage San Juan telde in 1820 in totaal 116 tot slaaf gemaakten. Dit groeide enkele jaren door tot 124 in 1828, waarna het verminderde naar uiteindelijk 82 in 1863. Hiervan waren 53 man en 29 vrouw. Veertig van het gehele aantal tot slaaf gemaakten was minderjarig in 1863. Uit orale geschiedenis van de familie Schotborgh komt voort dat de relaties tussen eigenaren en tot slaaf gemaakten nauwer waren dan gebruikelijk. Zwangere vrouwen werden naar het landhuis gebracht wanneer ze bijna moesten bevallen. Alle daar geboren kinderen werden opgenomen in een groot boek dat nog steeds in bezit is van de familie. Een van de grootste slavenbegraafplaatsen van Curaçao bevindt zich vermoedelijk ook op San Juan, maar de exacte locatie is niet bekend.
Door het droge klimaat van het eiland waren grote gedeeltes van veel plantages niet bruikbaar voor landbouw. Zo ook op San Juan: maar drie procent van de grond werd gebruikt om gewassen te verbouwen. Meestal werd de helft van het land braak gelegd terwijl de andere helft bebouwd werd. In 1695 werd gerapporteerd dat sorghum, katoen, suiker, tabak en indigo werden verbouwd op San Juan. De tabak was van goede kwaliteit, het katoen beduidend minder. Rond 1835 werden zoutpannen aangelegd, maar deze werden al snel opgegeven vanwege de slechte opbrengst.
Meerdere van de zestien percelen zijn volgens een schetskaart uit 1724 later opgelost in tuinen. Hoe lang dit zo is gebleven is onduidelijk. Een lijst van plantages en tuinen in 1842 vermeldt dat het tweede district van de westdivisie, waar San Juan toe behoorde, officieel geen tuinen meer had. Enkele tuinen die de districtsmeester heeft genoemd, zijn in deze lijst al verenigd met Engelenberg (Cas Abou).
Plantage San Juan is kandidaat voor de Werelderfgoedlijst van UNESCO.